# Pojkovskij
Pojkovskij (in russo Пойковский?) è una città russa del circondario autonomo degli Chanti-Mansi-Jugra, situata nel bassopiano siberiano occidentale, circa 150 km a est del capoluogo amministrativo della regione, Chanty-Mansijsk.
Si trova sulla riva sinistra del fiume Bol'šoj Jugan, ad una quota di 40 metri s.l.m., a circa 30 km dalle sponde del fiume Ob'.
Nata nel 1964 come insediamento a servizio di importanti giacimenti petroliferi, nel 1968 ottenne lo status ufficiale di città. Nel 2006 contava 29.303 abitanti.
Dall'anno 2000 vi si tiene un'importante torneo internazionale di scacchi, intitolato all'ex campione del mondo Anatolij Karpov.